# La Sallent
La Sallent, o Cua de Cavall, és un salt d'aigua que es troba en el terme municipal de la Vall de Boí, a la comarca de l'Alta Ribagorça, i dins la zona perifèrica del Parc Nacional d'Aigüestortes i Estany de Sant Maurici.
El seu nom prové «del mot Aquam salientem, l'aigua saltant».
Salt del tram final del Barranc de Llubriqueto, a 1.770 metres d'altitud i d'uns 220 metres de desnivell, situat a l'oest de Caldes de Boí.